# Şahintepe, Bismil
Şahintepe là một xã thuộc huyện Bismil, tỉnh Diyarbakır, Thổ Nhĩ Kỳ. Dân số thời điểm năm 2008 là 140 người.